# ホバーボード (音楽プロダクション)
株式会社ホバーボードは、東京都渋谷区に拠点をおく日本の音楽プロダクション。

## 所属クリエイター
- Akira Sunset
- 遠藤ナオキ
- 野口大志
- Ryota Saito
- knoak/Nobuaki Tanaka
- Diz
- 浦島健太
- TETTA
- 山本匠
- NOVECHIKA
- 中村歩
- 吉村隆行
- ふるっぺ
- 白岩波奈
- THE SIGNALIGHTS
- 齋藤奏太
- 玉木千尋
- 馬場龍樹
- カトウリョータ
- 久保卓人

## Young Mc Fly
Young McFly（ヤングマクフライ）は、

未来のクリエイターが所属する新レーベル
- 加藤優希
- 新Q
- 横田晃希
- Ryo Shiraki
- 岩野コウ
- Kai

## LIVER
- 藤重政孝
- やなめぐ
- ユカリ
- 大西結花
- りっちゃん
- Saki
- TAIHEI
- Moe
- ここたん
- いのうえまお
- あつたか
- 綱木悠夏
- 波奈
- クリス
- 雪美セレナ
- 雲龍シルク